# Parafia Narodzenia Najświętszej Maryi Panny w Ocicach
Parafia Narodzenia Najświętszej Maryi Panny w Ocicach – parafia rzymskokatolicka, znajdująca się w diecezji legnickiej, w dekanacie Nowogrodziec.